# H.262
H.262 是ITU-T的一个数字视频编码标准，属于视频编解码器。H.262在技术内容上和ISO／IEC的MPEG-2视频标准（正式名称是ISO/IEC 13818-2）一致。
H.262是由ITU-T的VCEG组织和ISO／IEC的MPEG组织联合制定的，所以制定完成后分别成为了两个组织的标准，正式名称是"ITU-T建议H.262"和"ISO/IEC 13818-2"。这两个标准在所有的文字叙述上都是相同的（也许除了封面和标价之外）。大家所熟知的DVD就是采用了该技术。